# WebPerformer
WebPerformerは、2005年より発売開始されたJavaによるWebアプリケーションのローコード開発システムである。現在は
キヤノンITソリューションズ株式会社が開発・販売している。導入社数累計1,200社以上

## エピソード
・2022年度プロモーションアワード　受賞